# Thaumatoncus
Thaumatoncus är ett släkte av spindlar. Thaumatoncus ingår i familjen täckvävarspindlar.
Kladogram enligt Catalogue of Life:
| Thaumatoncus | \| \| Thaumatoncus indicator \| \| \| \| \| \| Thaumatoncus secundus \| \| \| \| |
|              | \| \| Thaumatoncus indicator \| \| \| \| \| \| Thaumatoncus secundus \| \| \| \| |
|              | Thaumatoncus indicator                                                           |
|              |                                                                                  |
|              | Thaumatoncus secundus                                                            |
|              |                                                                                  |